# Sterilisation (Unfruchtbarmachung)
Unter Sterilisation (Unfruchtbarmachung) versteht man einen medizinischen Eingriff, der einen Menschen oder ein Tier unfruchtbar, also unfähig zur Fortpflanzung, macht. Die Sterilisation des Mannes und der Frau sind zuverlässige Methoden der Empfängnisverhütung.
Beim Mann erfolgt die Vasektomie genannte Sterilisation durch Abbinden (Ligatur) oder Durchtrennen (Resektion) beider Samenleiter. Bei der Frau erfolgt die Sterilisation durch eine Ligatur der Eileiter (Tuben), der Entfernung eines Stücks der Eileiter oder durch die Entfernung des Fransentrichters (Fimbrientrichter). Um eine Eileiterschwangerschaft zu verhindern, sollte außerdem der Ansatz der Tuben an die Gebärmutter (Uterus) elektrisch verödet werden.
Diese Form der Empfängnisverhütung wurde seit Beginn des 20. Jahrhunderts in etlichen Staaten der Welt teilweise aus gesellschaftlichen Interessen, die den Individualinteressen übergeordnet wurden, eingeführt und häufig sogar erzwungen (z. B. freiwillige oder staatlich erzwungene Sterilisation aus Gründen der Eugenik), teilweise auch aus individuellen Motiven zugelassen. Siehe hierzu: Sterilisationsgesetze

## Statistik
In Deutschland waren 2017 ca. 1,45 Millionen Frauen (8 % aller Frauen im reproduktionsfähigen Alter) und ca. 0,45 Millionen Männer (ca. 2 % aller Männer) sterilisiert.
Pearl-Index der Sterilisation:
- beim Mann 0,1
- bei der Frau 0,1–0,3

Die Situation in anderen Ländern sieht deutlich anders aus, besonders in Entwicklungs- und Schwellenländern. So gibt es durch die junge Bevölkerung (in Indien sind beispielsweise 50 % der indischen Bevölkerung unter 25 Jahre alt) deutlich mehr Menschen im reproduktionsfähigen Alter und Überbevölkerung stellt bereits ein Problem dar. Daher werden Sterilisationen staatlich gefördert. Jede Frau, die sich sterilisieren lässt, erhält eine Prämie von einmalig 30 €. Zudem nehmen die ehemaligen Patientinnen an einer Verlosung teil, mit der Chance auf ein Auto oder einen Kühlschrank als Hauptgewinn.

## Sterilisation des Mannes (Vasektomie)

### Durchführung und Folgen
Der Eingriff wird meist unter örtlicher Betäubung, selten auch unter Narkose, durchgeführt und dauert knapp eine Stunde. Die Schmerzen während und nach der Operation sind erträglich, vor allem der Zug auf Samenleiter und Blutgefäße wird als unangenehm beschrieben.
Der Erfolg der Sterilisation, d. h. die Undurchgängigkeit der Samenleiter, muss durch eine oder mehrere Ejakulatproben im Monatsabstand bewiesen werden, um eine sichere Empfängnisverhütung zu gewährleisten. Die ersten 15–25 Ejakulationen nach der Vasektomie enthalten ohnehin noch Spermien, da die Samenblase und das prostataseitige Ende des Samenleiters noch Spermien enthalten. Die Verhütung ist typischerweise etwa drei Monate nach dem Eingriff gewährleistet und sollte durch eine Laboranalyse bestätigt werden.
Die Sterilisation hat (nach der ca. dreitägigen Wundheilung) keinen physischen Einfluss auf die Libido und Erektionsfähigkeit des Mannes. Das Aussehen und die Menge des Ejakulats ändern sich nicht wahrnehmbar. Die nicht mehr benötigten Keimzellen (Spermien), deren natürlicher Transportweg durch den Eingriff versperrt wurde, sterben nach der Produktion ab und werden von Fresszellen abgebaut. Ihre Grundbestandteile werden im Stoffwechsel wiederverwertet.

### Kosten
Die Sterilisation des Mannes wird in Deutschland seit 1. Januar 2004 nicht mehr von den gesetzlichen Krankenkassen bezahlt. Sie kostet zwischen 450 und 500 Euro (Stand 2019).

## Sterilisation der Frau

### Durchführung
Über eine Bauchspiegelung in Vollnarkose schafft sich der Frauenarzt Zugang zu den Eileitern, die entweder mit Hitze verschweißt (Elektrokoagulation), oder mit einem Clip abgeklemmt werden. Die Eileiter können auch komplett entfernt werden, dies senkt als positiven Nebeneffekt das Risiko von Eierstockkrebs.
So wird der Weg von Eizellen durch den Eileiter zur Gebärmutter blockiert, und Spermienzellen erreichen Eizellen nicht mehr. Der Eisprung findet weiterhin statt; das Ei gelangt dann in die Bauchhöhle und wird dort vom Körper problemlos abgebaut.

### Kosten
Hier belaufen sich die Kosten auf 700 bis 1000 Euro. Bis zum Ende des Jahres 2003 waren die gesetzlichen Krankenkassen verpflichtet, alle Sterilisationen zu bezahlen. Seit dem 1. Januar 2004 unterscheiden die Krankenkassen zwischen medizinisch notwendiger Sterilisation und Sterilisation im Rahmen der persönlichen Lebensplanung. Die Sterilisation gilt dann als medizinisch notwendig, wenn eine Schwangerschaft den körperlichen oder seelischen Gesundheitszustand einer Frau gefährden oder verschlechtern würde und die Frau Antibabypille bzw. Intrauterinpessar nicht verträgt. Die medizinisch notwendige Sterilisation wird auch weiterhin von den Krankenkassen übernommen.

## Rechtsgrundlagen zur Sterilisation in Deutschland

### Allgemeine Informationen
Die Sterilisation erfordert heute wie jede andere ärztliche Maßnahme die Einwilligung des Patienten (§ 223, § 228 StGB). Solange ein Patient die notwendige Einsichts- und Steuerungsfähigkeit besitzt (also Folgen und Tragweite der Sterilisation zu erfassen vermag), kann nur er selbst, nicht aber ein gesetzlicher Vertreter einwilligen. Sterilisationen aufgrund einer Behinderung der zu sterilisierenden Person sind laut Art 23 Absatz 1 c) des Übereinkommen über die Rechte von Menschen mit Behinderungen der Vereinten Nationen verboten. Dieses Übereinkommen wurde in der Bundesrepublik Deutschland am 15. März 2008 rechtskräftig.

### Einwilligung durch gesetzliche Vertreter
Eine besonders schwerwiegende Entscheidung stellt die Einwilligung in eine Sterilisation dar, weil sie dicht mit der Persönlichkeit des Betroffenen verbunden ist und seine Lebensgestaltung unwiderruflich in einem sehr wichtigen Punkt festlegt.
Eine Sterilisation Minderjähriger ist unzulässig (weder die Eltern oder der Vormund noch der Minderjährige selbst können darin einwilligen, § 1631c BGB).
Ein volljähriger einwilligungsfähiger Betreuter kann in seine Sterilisation nur selbst einwilligen, die fehlende Einwilligung ist nicht ersetzbar.
Die Sterilisation eines volljährigen, nicht einwillgungsfähigen Betreuten ist nur unter den strengen Einschränkungen des § 1830 BGB zulässig.
Damit ein rechtlicher Betreuer (Sterilisationsbetreuer) (nach § 1817 BGB) darüber entscheiden kann, muss hier neben weiteren Voraussetzungen stets eine dauerhafte Einwilligungsunfähigkeit vorliegen. Die Sterilisation darf nur vorgenommen werden, wenn sie dem natürlichen Willen der betreuten Person entspricht. Sie ist nachrangig gegenüber allen anderen Methoden der Empfängnisverhütung.
Es muss weiter anzunehmen sein, dass es ohne die Sterilisation zu einer Schwangerschaft (der Betreuten bzw. der Partnerin des Betreuten) kommen würde und diese Schwangerschaft oder die Folgen eine schwere körperliche oder seelische Gefährdung der Schwangeren erwarten lässt.
Für die Sterilisationseinwilligung muss speziell für diese Maßnahme immer ein separater Sterilisationsbetreuer bestellt werden (§ 1817 Abs. 2 BGB), wobei die Betreuungsbehörde selbst (oder ein Betreuungsverein als solcher) nicht für diese Aufgabe zum Betreuer bestellt werden kann (§ 1900 Abs. 5 BGB).

### Gerichtliches Verfahren der Sterilisationsgenehmigung
Der Sterilisationsbetreuer muss stets eine Genehmigung vom Betreuungsgericht einholen (§ 1830 Abs. 2 BGB, § 297 FamFG).
Es ist stets ein Verfahrenspfleger für das Genehmigungsverfahren zu bestellen. Es sind vor der gerichtlichen Genehmigung Sachverständigengutachten einzuholen. Diese haben folgende Aspekte zu berücksichtigen:
- Psychologischer Aspekt: Einwilligungsfähigkeit? Auswirkungen einer eventuellen Schwangerschaft?
- Sozialer Aspekt: Ausbildungsstand, finanzielle Verhältnisse, Wohnung, Gesamtsituation.
- Sonderpädagogischer Aspekt: Lebensperspektive der/des Betroffenen.
- Sexualpädagogischer Aspekt: Kann dem/der Betroffenen der zuverlässige Gebrauch von Verhütungsmitteln beigebracht werden?

Mindestens zwei Gutachter sind einzuschalten; sie müssen den/die Betroffene/n vor Erstattung des Gutachtens persönlich untersuchen oder befragen, sie dürfen nicht personengleich mit dem die Sterilisation ausführenden Arzt sein. Die betroffene Person muss vom Richter persönlich angehört werden (§ 297 Abs. 1 FamFG).
Die Betreuungsbehörde und die Ehegatten, Eltern, Pflegeeltern, Kinder, Vertrauenspersonen sollen (mündlich oder schriftlich) angehört werden (§ 297 Abs. 2 und 3 FamFG).
Der Beschluss des Richters, durch den die Einwilligung in die Sterilisation genehmigt wird, ist mit Gründen dem Betroffenen selbst bekanntzumachen. Wirksam wird die Genehmigung mit der Bekanntmachung an den Verfahrenspfleger und den Sterilisationsbetreuer (§ 297 Abs. 7 und 8 FamFG). Frühestens zwei Wochen später darf die Sterilisation durchgeführt werden (§ 1830 Abs. 2 Satz 2 BGB). Es ist der Methode der Vorzug zu geben, die eine Refertilisierung zulässt.
Bis 2022 war die Sterilisation Betreuter in § 1905 BGB geregelt. Hinsichtlich des natürlichen Willens reichte es aus, dass er nicht entgegenstand, sodass eine Sterilisation auch vorgenommen werden konnte, wenn sich der Betreute nicht äußerte.
Im Jahre 2004 wurden in der Bundesrepublik Deutschland 187 Genehmigungsanträge nach § 1905 Abs. 2 BGB gestellt, davon wurden 154 bewilligt (Quelle: Bundesministerium der Justiz, Sondererhebung Verfahren nach dem Betreuungsgesetz).

## Statistik zu Sterilisation in Indien
Waren im Jahr 1970 etwa 5 % der Frauen in Indien sterilisiert, stieg dieser Frauenanteil auf etwa 29 % im Jahr 2020 an.

## Standpunkt der Römisch-katholischen Kirche
Die Römisch-katholische Kirche lehnt Sterilisationen ab, siehe Humanae vitae.

## Sterilisation bei Haustieren
Bei Haustieren kann der Tierarzt eine Sterilisation unter Narkose vornehmen, wenn das Tier nicht kastriert werden soll.